# Wybory do Parlamentu Europejskiego w Danii w 2009 roku
Wybory do Parlamentu Europejskiego w Danii odbyły się 7 czerwca 2009 roku. Duńczycy wybierali 13 europarlamentarzystów, co odzwierciedla przepisy Traktatu Nicejskiego. Również postanowienia Traktatu Lizbońskiego dają Danii 13 mandatów. 
Wybory wygrała Socialdemokraterne zdobywając 21,49% głosów co dało partii 4 mandaty. Drugie miejsce z wynikiem 20.24% i 3 mandatów zajęła Venstre. Trzecie miejsce z wynikiem 15,85% i 2 mandatami zajęła Socjalistyczna Partia Ludowa. Czwarte miejsce z wynikiem 15,28 i 2 mandatami uzyskała Duńska Partia Ludowa. Na piątym miejscu z rezultatem 12.69% i 1 mandatem uplasowała się Konserwatywna Partia Ludowa. Jednego przedstawiciela do PE wprowadził również eurosceptyczny Ruch Ludowy przeciw UE.
Frekwencja wyborcza wyniosła 59,5% (w porównaniu z 47,9% w 2004 roku). Oddano 67 219 głosów pustych i 6 221 głosów nieważnych.

## Wyniki wyborów
| Partia/ Koalicja             | Frakcja europejska | Liczba głosów | % głosów | mandaty | +/- |
| ---------------------------- | ------------------ | ------------- | -------- | ------- | --- |
| Socialdemokraterne           | PES                | 503 439       | 21,49%   | 4       | -1  |
| Venstre                      | ELDR               | 474 041       | 20,24%   | 3       | ±0  |
| Socjalistyczna Partia Ludowa | EPZ                | 371 603       | 15,87%   | 2       | +1  |
| Duńska Partia Ludowa         | AEN                | 357 942       | 15,28%   | 2       | +1  |
| Konserwatywna Partia Ludowa  | EPP                | 297 199       | 12,99%   | 1       | ±0  |
| Ruch Ludowy przeciw UE       | GUE/NGL            | 168 555       | 7,20%    | 1       | ±0  |
| Det Radikale Venstre         | -                  | 100 094       | 4,27%    | -       | -1  |
| Ruch Czerwcowy               | -                  | 55 459        | 2,37%    | -       | -1  |
| Sojusz Liberalny             | -                  | 13 796        | 0,59%    | -       | -   |